# SUBMERGE
『SUBMERGE』（サブマージ）は、COALTAR OF THE DEEPERSの2枚目のオリジナル・アルバム。1998年3月25日にZK RECORDSから発売された。
打ち込みや、電子音、SEの挿入といったエレクトロニカ的な手法を多用し、ドラム以外の楽器の演奏およびプログラミングはほぼNARASAKI一人で行っている。

## 収録曲
1. The Breastroke (edo techno - surf thrash) [3:30]
ベスト盤『THE BREASTROKE』と同様の曲名であるが、本楽曲は収録されていない。
2. Receive Assimilation(get in there mix 1/2size)  [5:35]
本アルバムと同時発売されたEPに収録された曲のアルバムバージョン。
EP版と違い、後半の長尺なインスト部分がほぼ省略されている。
3. Cell(final point mix)  [3:19]
『THE BREASTROKE』にも収録されている。
4. Silver World [1:24]
5. Sazabi [4:22]
6. dl++[delatetei](sadesper record mix)  [3:04]
7. Tim(pleasure→despair)  [8:56]
8. Fuyunogyouninzaka  [0:59]
行人坂と名の付く4曲の内の1曲だが、次曲『Natsunogyouninzaka(final summer mix)』へはほぼ無間隔で移行し、実質的に次曲の導入部分にあたる。
2025年リリースのSHEEP E.P.にはfuyunogyouninzaka(Full Ver)と称される当楽曲を他の行人坂シリーズの様にシューゲイザーをベースに再構築されたバージョンが収録された。
9. Natsunogyouninzaka(final summer mix)  [6:42]
4曲存在する行人坂を冠する楽曲群の内の一曲。
アウトロには変則的なノイズが挿入されている。
後にベスト盤にも収録されるが、直後の『THE BREASTROKE』には収録されず、『THE BREASTROKE II』に収録されている。
10. submerge(the theme from red anger)  [6:18]
曲中には『新世紀エヴァンゲリオン』の登場人物、葛城ミサトの劇中のセリフがサンプリングされている。
『THE BREASTROKE』にも収録されている。
11. The Lifeblood  [6:42]
『THE BREASTROKE II』に収録されている。